# Motor Scout
De Motor Scout (NL: motor verkenner) was een, door een motor aangedreven, militair voertuig en bewapend met een machinegeweer. Het voertuig werd in 1899 gebouwd door F.R. Simms en was het eerste bewapende, door benzine aangedreven, voertuig ter wereld.

## Geschiedenis
In 1898 ontwierp de Britse ingenieur Frederick Richard Simms de Motor Scout. Het doel van het voertuig was het geven van dekking en vuursteun aan infanterie en cavalerie, maar was wel gelimiteerd om op wegen of hardere ondergrond te blijven.
Na de Motor Scout volgde in datzelfde jaar al een ontwerp van een bewapend pantservoertuig, de Motor War Car. Dit voertuig was het eerste pantservoertuig ter wereld. Tussen 1898 en 1900 was Simms eigenaar van het bedrijf 'Motor Carriage Supply Company'.

## Ontwerp
Het voertuig werd voortgedreven door een 1,5 pk Simms benzinemotor. De bewapening bestond uit een standaard Mark IV Maxim machinegeweer. Dit machinegeweer was gemonteerd op een De Dion-Bouton quadricycle, een vierwielig motorvoertuig dat onder de automobielen wordt gerekend. Op één voertuig was plaats voor duizend kogels voor het machinegeweer. De bestuurder bediende het wapen werd beschermd door een ijzeren schild voor een beperkte bescherming.

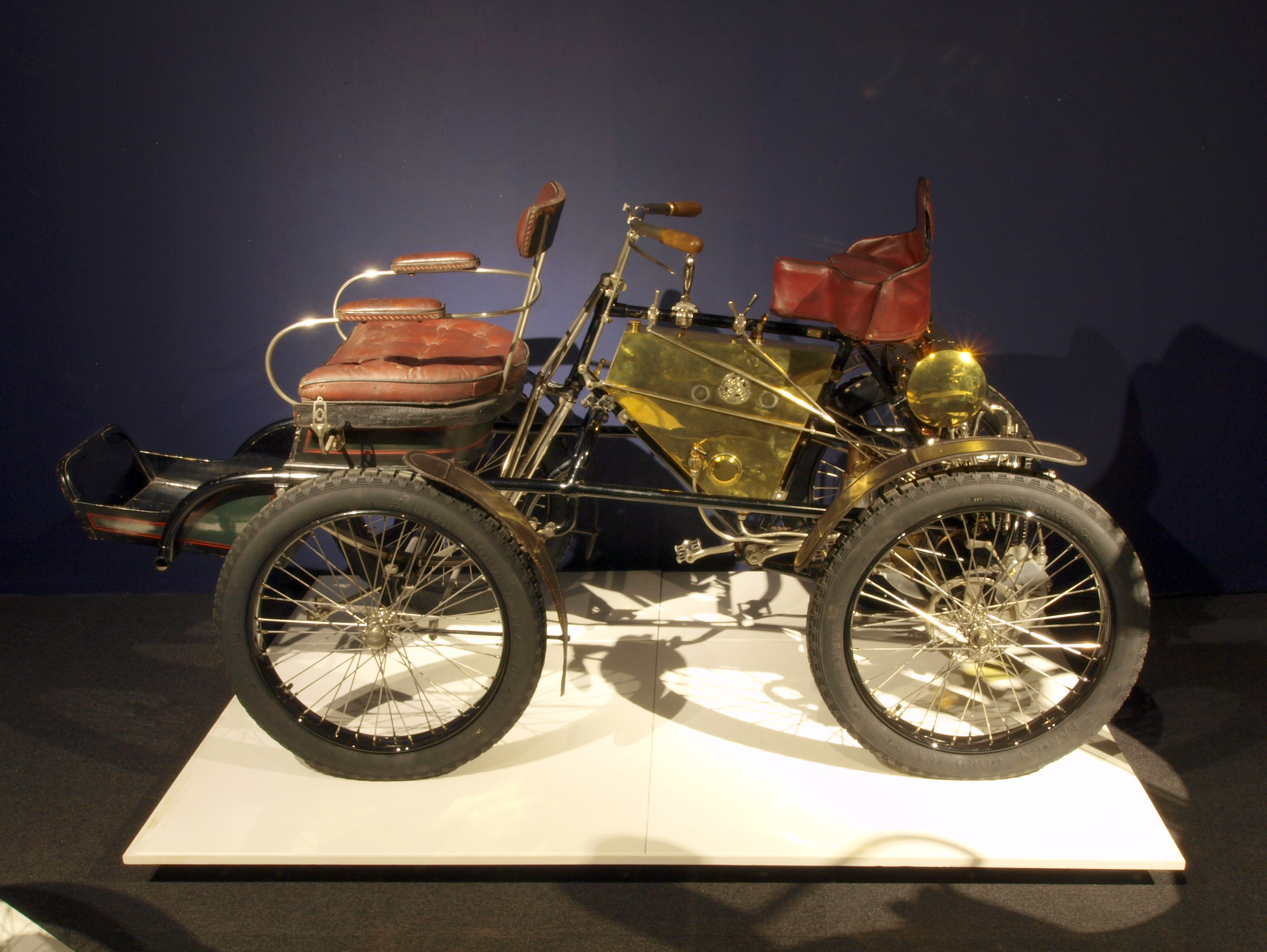
Een 'De Dion quadricycle', waar de Motor Scout op was gebaseerd.

De door Simms gepatenteerde automatische benzinemotor met een Simms magnetisch-elektronische ontsteking was aan de achterste as bevestigd. De quadricycle was ook beschikbaar als tweezitter zonder machinegeweer en daarmee geschikt voor civiel gebruik. De prijs was £120.